# Tczew (gmina wiejska)
Tczew – gmina wiejska w województwie pomorskim, w powiecie tczewskim. W latach 1975–1998 gmina położona była w województwie gdańskim.
W skład gminy wchodzi 26 sołectw: Bałdowo, Boroszewo, Czarlin, Czatkowy, Dalwin, Dąbrówka Tczewska, Gniszewo, Goszyn, Lubiszewo Tczewskie, Łukocin, Malenin, Małżewko, Małżewo, Mieścin, Miłobądz, Rokitki, Rukosin, Stanisławie, Swarożyn, Szczerbięcin, Szpęgawa, Śliwiny, Tczewskie Łąki, Turze, Wędkowy, Zajączkowo, które obejmują 36 miejscowości.
Siedzibą gminy jest miasto Tczew.
Według danych z 30 czerwca 2004 gminę zamieszkiwały 11 143 osoby.

## Struktura powierzchni
Według danych z roku 2005 gmina Tczew ma obszar 170,61 km², w tym:
- użytki rolne: 80% (13.206 ha: grunty orne 10.260 ha, sady 669 ha, łąki i pastwiska 1669 ha)
- użytki leśne: 14% (2.517 ha)

Pozostały obszar zajmują grunty zabudowane i zurbanizowane (685 ha, w tym mieszkaniowe 37 ha oraz tereny przemysłowe 30 ha) oraz jeziora i grunty pod wodami (338 ha).
Gmina stanowi 24,46% powierzchni powiatu.

## Miejscowości
| Miejscowości podstawowe oraz ich integralne części w administracji gminy Tczew | Miejscowości podstawowe oraz ich integralne części w administracji gminy Tczew | Miejscowości podstawowe oraz ich integralne części w administracji gminy Tczew | Miejscowości podstawowe oraz ich integralne części w administracji gminy Tczew | Miejscowości podstawowe oraz ich integralne części w administracji gminy Tczew |
| Nazwa | Rodzaj miejscowości                                                            | Miejscowość podstawowa                                                         | SIMC                                                                           | Położenie geograficzne                                                         |
| --- | ------------------------------------------------------------------------------ | ------------------------------------------------------------------------------ | ------------------------------------------------------------------------------ | ------------------------------------------------------------------------------ |
| Koziary | część wsi                                                                      | Rokitki                                                                        | 0175828                                                                        | 54°03′24″N 18°40′36″E/54,056667 18,676667                                      |
| Małe Turze | część wsi                                                                      | Turze                                                                          | 0175969                                                                        | 54°06′06″N 18°35′33″E/54,101667 18,592500                                      |
| Owczarki | część wsi                                                                      | Lubiszewo Tczewskie                                                            | 0175722                                                                        | 54°03′42″N 18°40′59″E/54,061667 18,683056                                      |
| Zajączkowo-Dworzec | część wsi                                                                      | Zajączkowo                                                                     | 0176006                                                                        | 54°07′01″N 18°46′16″E/54,116944 18,771111                                      |
| Zajączkowo-Wybudowanie | część wsi                                                                      | Zajączkowo                                                                     | 0176012                                                                        | 54°07′37″N 18°44′08″E/54,126944 18,735556                                      |
| Bojary | kolonia                                                                        | Boroszewo                                                                      | 0175604                                                                        | 54°03′24″N 18°33′47″E/54,056667 18,563056                                      |
| Czarlin-Dworzec | kolonia                                                                        | Czarlin                                                                        | 0175640                                                                        | 54°02′56″N 18°45′58″E/54,048889 18,766111                                      |
| Knybawa | kolonia                                                                        | Bałdowo                                                                        | 0175580                                                                        | 54°03′44″N 18°48′34″E/54,062222 18,809444                                      |
| Lądy | kolonia                                                                        | Miłobądz                                                                       | 0175797                                                                        | 54°08′31″N 18°46′52″E/54,141944 18,781111                                      |
| Małe Rokitki | kolonia                                                                        | Śliwiny                                                                        | 0175930                                                                        | 54°03′59″N 18°42′59″E/54,066389 18,716389                                      |
| Piwnice | kolonia                                                                        | Lubiszewo Tczewskie                                                            | 1003905                                                                        | 54°04′23″N 18°40′38″E/54,073056 18,677222                                      |
| Stęclówka | kolonia                                                                        | Bałdowo                                                                        | 1003897                                                                        | 54°02′37″N 18°47′14″E/54,043611 18,787222                                      |
| Świetlikowo | kolonia                                                                        | Dalwin                                                                         | 0175679                                                                        | 54°08′05″N 18°38′21″E/54,134722 18,639167                                      |
| Boroszewko | osada                                                                          | Boroszewo                                                                      | 0175610                                                                        | 54°04′13″N 18°35′20″E/54,070278 18,588889                                      |
| Liniewko | osada                                                                          | Wędkowy                                                                        | 0175981                                                                        | 54°02′42″N 18°37′50″E/54,045000 18,630556                                      |
| Mały Miłobądz | osada                                                                          | Miłobądz                                                                       | 0175805                                                                        | 54°08′53″N 18°44′29″E/54,148056 18,741389                                      |
| Młynki | osada                                                                          | Swarożyn                                                                       | 0175870                                                                        | 54°03′07″N 18°39′47″E/54,051944 18,663056                                      |
| Polesie | osada                                                                          | Wędkowy                                                                        | 0990244                                                                        | 54°02′22″N 18°35′54″E/54,039444 18,598333                                      |
| Zabagno | osada                                                                          | Swarożyn                                                                       | 0175892                                                                        | 54°01′37″N 18°38′38″E/54,026944 18,643889                                      |
| Zwierzynek | osada                                                                          | Swarożyn                                                                       | 0175900                                                                        | 54°03′14″N 18°40′20″E/54,053889 18,672222                                      |
| Rysztówka | przysiółek wsi                                                                 | Malenin                                                                        | 1003911                                                                        | 54°08′13″N 18°39′48″E/54,136944 18,663333                                      |
| Bałdowo | wieś                                                                           |                                                                                | 0175573                                                                        | 54°03′22″N 18°47′36″E/54,056111 18,793333                                      |
| Boroszewo | wieś                                                                           |                                                                                | 0175596                                                                        | 54°03′56″N 18°35′36″E/54,065556 18,593333                                      |
| Czarlin | wieś                                                                           |                                                                                | 0175633                                                                        | 54°02′55″N 18°45′29″E/54,048611 18,758056                                      |
| Czatkowy | wieś                                                                           |                                                                                | 0175656                                                                        | 54°07′49″N 18°48′54″E/54,130278 18,815000                                      |
| Dalwin | wieś                                                                           |                                                                                | 0175662                                                                        | 54°06′45″N 18°38′28″E/54,112500 18,641111                                      |
| Damaszka | wieś                                                                           | Boroszewo                                                                      | 0175627                                                                        | 54°05′02″N 18°36′14″E/54,083889 18,603889                                      |
| Dąbrówka Tczewska | wieś                                                                           |                                                                                | 0175685                                                                        | 54°06′38″N 18°43′38″E/54,110556 18,727222                                      |
| Gniszewo | wieś                                                                           |                                                                                | 0175691                                                                        | 54°02′50″N 18°44′07″E/54,047222 18,735278                                      |
| Goszyn | wieś                                                                           |                                                                                | 0175700                                                                        | 54°03′51″N 18°39′41″E/54,064167 18,661389                                      |
| Lubiszewo Tczewskie | wieś                                                                           |                                                                                | 0175716                                                                        | 54°05′17″N 18°42′27″E/54,088056 18,707500                                      |
| Łukocin | wieś                                                                           |                                                                                | 0175739                                                                        | 54°06′51″N 18°40′07″E/54,114167 18,668611                                      |
| Malenin | wieś                                                                           |                                                                                | 0175745                                                                        | 54°08′07″N 18°40′53″E/54,135278 18,681389                                      |
| Małżewko | wieś                                                                           |                                                                                | 1037815                                                                        | 54°05′01″N 18°39′07″E/54,083611 18,651944                                      |
| Małżewo | wieś                                                                           |                                                                                | 0175751                                                                        | 54°04′45″N 18°37′59″E/54,079167 18,633056                                      |
| Mieścin | wieś                                                                           |                                                                                | 0175774                                                                        | 54°07′22″N 18°42′01″E/54,122778 18,700278                                      |
| Miłobądz | wieś                                                                           |                                                                                | 0175780                                                                        | 54°08′12″N 18°43′14″E/54,136667 18,720556                                      |
| Rokitki | wieś                                                                           |                                                                                | 0175811                                                                        | 54°04′44″N 18°44′13″E/54,078889 18,736944                                      |
| Rukosin | wieś                                                                           |                                                                                | 0175834                                                                        | 54°05′57″N 18°40′12″E/54,099167 18,670000                                      |
| Stanisławie | wieś                                                                           |                                                                                | 0175840                                                                        | 54°05′35″N 18°42′30″E/54,093056 18,708333                                      |
| Swarożyn | wieś                                                                           |                                                                                | 0175863                                                                        | 54°02′28″N 18°39′47″E/54,041111 18,663056                                      |
| Szczerbięcin | wieś                                                                           |                                                                                | 0175917                                                                        | 54°06′52″N 18°37′05″E/54,114444 18,618056                                      |
| Szpęgawa | wieś                                                                           |                                                                                | 0175857                                                                        | 54°05′53″N 18°44′03″E/54,098056 18,734167                                      |
| Śliwiny | wieś                                                                           |                                                                                | 0175923                                                                        | 54°03′49″N 18°43′39″E/54,063611 18,727500                                      |
| Tczewskie Łąki | wieś                                                                           |                                                                                | 0175946                                                                        | 54°07′19″N 18°47′02″E/54,121944 18,783889                                      |
| Turze | wieś                                                                           |                                                                                | 0175952                                                                        | 54°05′40″N 18°37′51″E/54,094444 18,630833                                      |
| Waćmierek | wieś                                                                           | Swarożyn                                                                       | 0175886                                                                        | 54°02′39″N 18°42′13″E/54,044167 18,703611                                      |
| Wędkowy | wieś                                                                           |                                                                                | 0175975                                                                        | 54°03′21″N 18°36′46″E/54,055833 18,612778                                      |
| Zajączkowo | wieś                                                                           |                                                                                | 0175998                                                                        | 54°07′19″N 18°43′31″E/54,121944 18,725278                                      |
| Źródła: Wykaz urzędowych nazw miejscowości i ich części (xls),Dz.U. z 2013 r. poz. 200 oraz Dz.U. z 2015 r. poz. 1636, Zbiory danych państwowego rejestru nazw geograficznych -2025-07-14 |                                                                                |                                                                                |                                                                                |                                                                                |

## Demografia

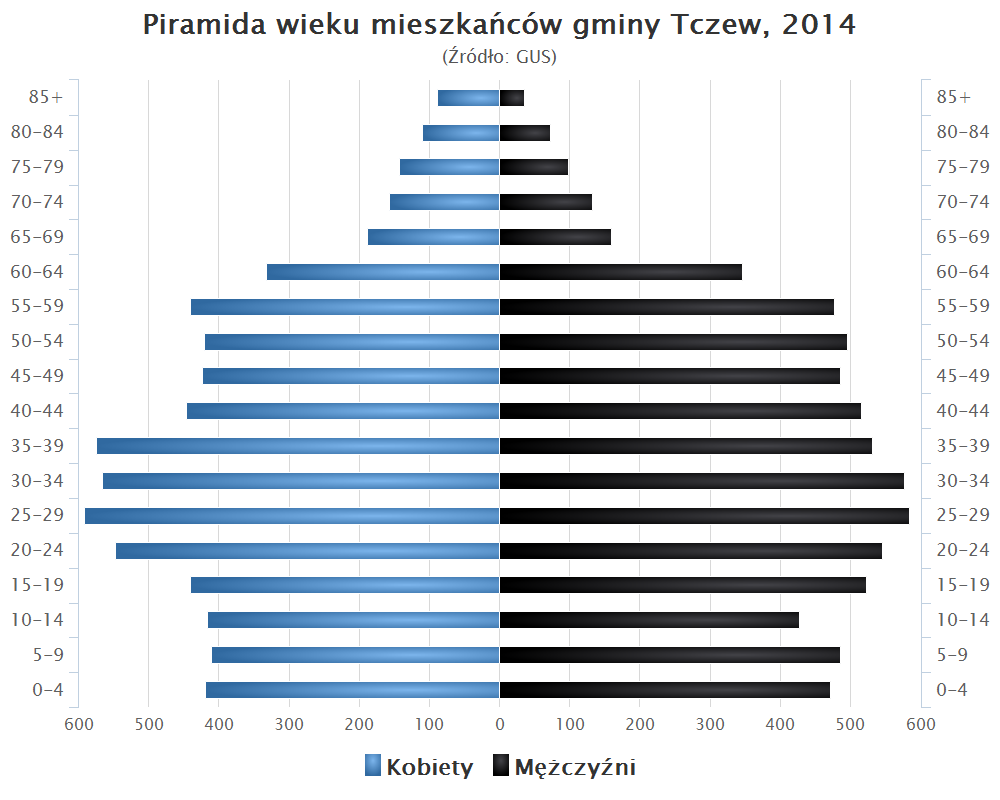
Piramida wieku mieszkańców gminy Tczew w 2014 roku

Dane z 30 czerwca 2004:
| Opis                              | Ogółem | Ogółem | Kobiety | Kobiety | Mężczyźni | Mężczyźni |
| --------------------------------- | ------ | ------ | ------- | ------- | --------- | --------- |
| jednostka                         | osób   | %      | osób    | %       | osób      | %         |
| populacja                         | 11 143 | 100    | 5559    | 49,9    | 5584      | 50,1      |
| gęstość zaludnienia (mieszk./km²) | 65,3   | 65,3   | 32,6    | 32,6    | 32,7      | 32,7      |

## Infrastruktura
- 3 oczyszczalnie ścieków
- 54 przepompownie
- 12 ujęć wody
- 111 km sieci kanalizacyjnej
- ponad 220 km wodociągów
- ponad 240 km dróg gminnych

## Sąsiednie gminy
Lichnowy, Miłoradz, Pszczółki, Skarszewy, Starogard Gdański, Subkowy, Suchy Dąb, Tczew, Trąbki Wielkie